# Mảng Ấn-Úc

Mảng Ấn-Úc, được chỉ ra như là phần phân chia giữa mảng Ấn Độ và mảng Australia

Mảng Ấn-Úc, mảng Ấn Độ-Úc hay mảng Ấn Độ-Australia là các tên gọi khác nhau của một mảng kiến tạo lớn, bao gồm châu Úc và vùng đại dương bao quanh, kéo dài về phía tây bắc để bao gồm cả tiểu lục địa Ấn Độ và các vùng nước cận kề. Các nghiên cứu gần đây chỉ ra rằng mảng Ấn-Úc có thể đang trong quá trình tách ra thành hai mảng tách biệt chủ yếu là do các ứng suất sinh ra từ va chạm của mảng Ấn-Úc với mảng Á-Âu dọc theo dãy Himalaya . Hai tiền mảng hay tiểu mảng này nói chung được gọi là mảng Ấn Độ và mảng Australia.